# Кубок Оману з футболу 2018—2019
Кубок Оману з футболу 2018—2019 — 46-й розіграш кубкового футбольного турніру в Омані. Титул володаря кубка вчетверте здобув Сур.

## Календар
| Раунд                        | Дата                        | Матчі | Клуби   |
| ---------------------------- | --------------------------- | ----- | ------- |
| Перший кваліфікаційний раунд | 6 вересня 2018              | 3     | 36 → 33 |
| Другий валіфікаційний раунд  | 10 вересня 2018             | 1     | 33 → 32 |
| 1/16 фіналу                  | 18-19 вересня 2018          | 16    | 32 → 16 |
| 1/8 фіналу                   | 7-8 жовтня 2018             | 8     | 16 → 8  |
| 1/4 фіналу                   | 6 листопада/4-5 грудня 2018 | 4     | 8 → 4   |
| 1/2 фіналу                   | 6/17 березня 2019           | 4     | 4 → 2   |
| Фінал                        | 11 квітня 2019              | 1     | 2 → 1   |

## 1/8 фіналу
| Команда 1        | Рахунок      | Команда 2      |
| ---------------- | ------------ | -------------- |
| 7 жовтня 2018    |              |                |
| Смаіл (2)        | 0:2          | Сохар          |
| Мьєєс            | 2:1          | Аль-Башаір (2) |
| Бахла (2)        | 0:1          | Аль-Оруба      |
| Аль Сіб (2)      | 3:3 пен. 4:3 | Дофар          |
| 8 жовтня 2018    |              |                |
| Сур              | 1:0          | Аль-Бдеа (2)   |
| Аль-Мусаннах (2) | 3:1          | Янкел (2)      |
| Салалах (2)      | 2:4 дч       | Мрбат          |
| Фанджа (2)       | 5:2          | Оман Клуб      |

## 1/4 фіналу
| Команда 1                 | Заг.    | Команда 2  | 1-й матч | 2-й матч |
| ------------------------- | ------- | ---------- | -------- | -------- |
| 6 листопада/4 грудня 2018 |         |            |          |          |
| Аль-Мусаннах (2)          | 1:2     | Мрбат      | 0:1      | 1:1      |
| Мьєєс                     | 1:0     | Аль-Оруба  | 1:0      | 0:0      |
| 6 листопада/5 грудня 2018 |         |            |          |          |
| Сохар                     | 3:3 (ч) | Фанджа (2) | 2:3      | 1:0      |
| Аль Сіб (2)               | 1:1 (ч) | Сур        | 1:1      | 0:0      |

## 1/2 фіналу
| Команда 1         | Заг. | Команда 2 | 1-й матч | 2-й матч |
| ----------------- | ---- | --------- | -------- | -------- |
| 6/17 березня 2019 |      |           |          |          |
| Фанджа (2)        | 7:2  | Мрбат     | 3:2      | 4:0      |
| Мьєєс             | 2:6  | Сур       | 2:4      | 0:2      |

## Фінал
| 11 квітня 2019 18:15 (EEST) |

| Фанджа | 1:2 дч   | Сур |
| ------ | -------- | --- |
|        | Протокол |     |

| Султан Кабус, Маскат |